# Песчаное (Чечня)
Песча́ное — посёлок в Шелковском районе Чеченской Республики. Входит в Бурунское сельское поселение.

## География
Расположен на северо-западе от райцентра станицы Шелковской, в пределах государственного биологического заказника «Степной». Наряду с посёлком Рунное (находится восточнее) и хутором Корнеев (находится западнее, в Наурском районе), является самым северным населённым пунктом Чечни.
Ближайшие населённые пункты: на севере — село Сулутюбе (Дагестан), на северо-востоке — сёла Карасу и Кумли (Дагестан), на юго-западе — село Бурунское и хутор Селиванкин, на юго-востоке — посёлок Зелёное, на востоке — посёлок Рунное, на западе — хутор Корнеев.

## История
В 1977 году Указом Президиума ВС РСФСР посёлок ОТФ № 1 госплемовцезавода «Шелковский» переименован в село Песчаное.

## Население
| 1990 | 2002 | 2010 |
| ---- | ---- | ---- |
| 151  | ↘97  | ↘20  |

По данным переписи 2002 года, в посёлке проживало 97 человек (52 мужчины и 45 женщин), 94 % населения составляли чеченцы.